# Joan d'Agramunt

Carta de Cantino de 1502. Es tracta de la representació gràfica més antiga coneguda que mostra la línia de demarcació del Tractat de Tordesillas. Terranova està representada, incorrectament, de la banda portuguesa.

Joan d'Agramunt (fl. 1511) fou un navegant català  que possiblement va explorar Terranova els primers anys del segle xvi.
L'any 1511 va pactar amb Ferran II l'exploració de Terranova.
Com a consequencia de l'increment dels viatges d'Anglaterra cap al Nou Món, els reis catòlics es van començar a preocupar per les intrusions angleses en els seus territoris, i van planejar explorar la costa de l'Atlàntic Nord per tal de prendre'n possessió. Joan de Dornelos va ser posat al comandament d'una expedició el 1500 encara que l'expedició mai no va arribar a salpar.
Després de l'intent no reeixit de Dornelos, Joan d'Agramunt, un navegant nadiu de Lleida, va signar un contracte amb Joana, la filla de Ferran el Catòlic, el 29 d'octubre de 1511 per dirigir una expedició d'exploració i descoberta a Terranova en anys immediatament posteriors als viatges de John Cabot. L'expedició, que constava de dos vaixells, tenia ordres de no desembarcar en territoris sota la jurisdicció del regne de Portugal.
S'ha especulat que aquesta expedició mai no es va realitzar. De fet totes aquestes expedicions tenien en compte la idea que les costes de Terranova ja havien estat visitades anteriorment pels Bretons i que una part del territori de Terranova havia estat descoberta per Portugal, com se suposava que li pertocava per la línia de Tordesillas. (En la realitat Terranova queda completament fora de la jurisdicció portuguesa pel tractat de Tordesillas).

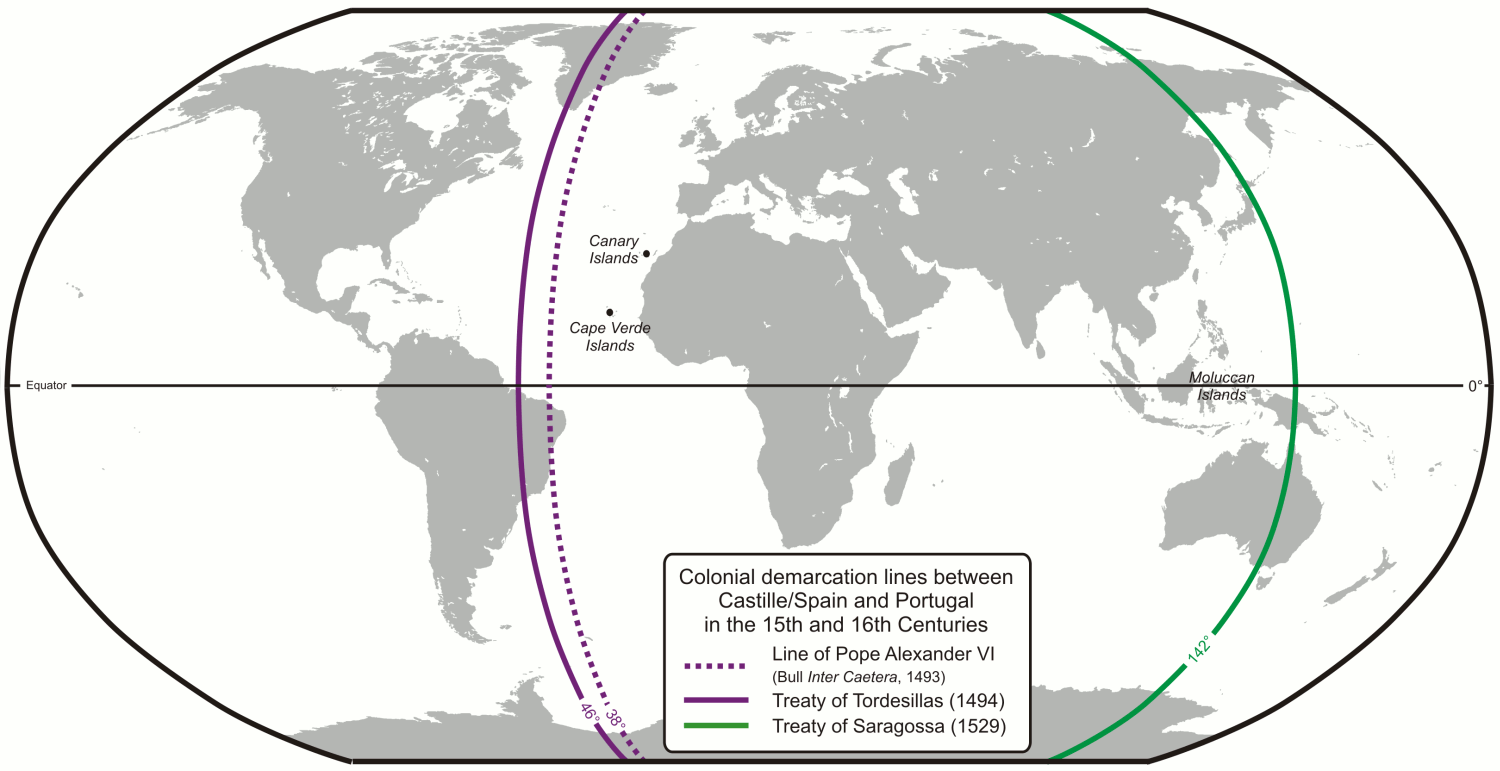
Tractat de Tordesillas.

## Antecedents al viatge projectat
Molts investigadors indiquen la presència de bascos i bretons en les primeres exploracions “no oficials” de la costa de Terranova. Pel que fa a la presència bretona, Bretanya pertanyia a França des de 1486.

## Documents
Hi ha alguns documents conservats que fan referència a l'expedició projectada per Joan d'Agramunt.

### Carta de la reina Joana amb “asiento” adjunt
| « | Sobrecarta de la Reina Doña Juana en que se inserta el asiento hecho por orden del Rey su Padre con Juan de Agramonte para ir con dos navios al descubrimiento de Terranova. Falta la conclusión, y según apunte a la cabeza de la copia es de Octubre de mil quinientos once. (Arch. de Sim.) Doña Juana...Por cuanto por parte de vos Juan de Agramonte, catalán, natural de Lérida, que es en el reino de Cataluña, me fué fecha relación quel Rey mi Señor é Padre mandó tomar é tomó cierto concierto é asiento con vos para que vos hayáis de ir, é vayáis, á vuestra costa y misión, á descobrir cierta tierra nueva en los límites que á Nos pertenescen, según que en el dicho asiento é concierto se contiene : su tenor del cual dicho asiento es este que se sigue: El Rey... El asiento que por mi mandado se tomó é asentó con vos Juan de Agramonte, catalán, natural de Lérida, para ir á saber el secreto de la tierra nueva es este.Primeramente, que vos podáis ir é vayáis con dos navios del grandor que vos paresciere, que sean de mis vasallos subditos é naturales, é asimismo la gente que lleváredes sean naturales de estos reinos ecebto que dos pilotos que lleváredes sean bretones, ó de 'otra nación que allá hayan estado á vuestra costa é misión á la dicha tierra nova por la costa ó parte que mejor os pareciere á vos é á los marineros que con vos lleváredes para el dicho viage...ítem: Que haciéndose la casa de la contratación de la dicha térra nova acá en España, Yo haya de hacer merced, é por la presente, haciéndose la dicha casa, desde agora la hago del oficio de nuestro factor de la dicha casa á Ponce, nuestro cantor é capellán, é primo de vos el dicho Juan de Agramonte, por quien vos me lo suplicaisteis... | » |
| — Colección de los viages [sic] y descubrimientos que hicieron por mar los españoles. Martín Fernández de Navarrete. Madrid 1829. Volum 3. | |   |